# بابک امیرطهماسب
بابک امیرطهماسب (به فرانسوی: Bâbak Amir-Tahmasseb) (زادهٔ ۲۹ اردیبهشت ۱۳۵۵ در تهران) قایقران کایاک و کانوی ایرانی–فرانسوی است که در بازی‌های المپیک ۲۰۰۰ سیدنی و ۲۰۰۴ آتن برای فرانسه پارو زد. امیرطهماسب در سال ۲۰۰۱ برندهٔ مدال طلای مسابقات جهانی شد. او در رشتهٔ ۵۰۰ متر، در المپیک ۲۰۰۰ در جایگاه چهارم قرار گرفت و در المپیک ۲۰۰۴ هفتم شد.